# Arthur Theate
Arthur Nicolas Theate (Luik, 25 mei 2000) is een Belgisch voetballer die sinds de zomer van 2024 uitkomt voor de Duitse eersteklasser Eintracht Frankfurt, die hem overnam van Stade Rennais. Hij kan zowel als centrale verdediger als linksachter uitgespeeld worden. Theate debuteerde in 2021 in het Belgisch voetbalelftal.

## Carrière

### Jeugd
Theate genoot zijn jeugdopleiding bij Alliance Melen-Micheroux, KAS Eupen, KRC Genk en Standard Luik. Tot bij de U14 speelde hij in de spits bij Eupen. Bij Genk moest hij na de komst van een nieuwe speler opschuiven naar de linkerflank, waarna hij later verder doorschoof naar de positie van linksachter en vervolgens centrale verdediger. In Limburg wisten ze niet goed wat aan te vangen met Theate: keihard, maar niet altijd verfijnd.
Na drie jaar bij de jeugd van Genk vertrok hij naar Standard, maar ook in Luik vonden ze hem een twijfelgeval. Zo werd middenvelder Damjan Pavlovic bij de jeugd zelfs omgeschoold tot een linksback. Hij keerde nog eens terug naar Genk, waar hij in het seizoen 2019/20 van trainer Felice Mazzu de voorbereiding mocht meemaken met het eerste elftal. Hierna werd Theate echter toch gepasseerd en terug naar de beloften gestuurd. In 2019 keerde hij terug naar Standard, maar amper een jaar na zijn terugkeer schoof Standard hem opzij.

### KV Oostende
In de zomer van 2020 zat hij op een dood spoor in de jeugdopleiding van Standard Luik waarna hij een testperiode kreeg aangeboden bij Belgisch eersteklasser KV Oostende. Na een week meegetraind te hebben bij het eerste elftal kon hij de Duitse coach Alexander Blessin al overtuigen. Blessin merkte vooral zijn explosiviteit en duelkracht op, ideaal voor zijn hoge vijfmansverdediging en pressievoetbal. Eerder had hij Lommel SK niet kunnen overtuigen en was Lierse Kempenzonen zelfs niet geïnteresseerd in hem.
In juli 2020 ondertekende hij een contract voor drie seizoenen met optie bij KV Oostende. Theate debuteerde op 10 augustus 2020 in de Jupiler Pro League tegen Beerschot VA door in de basis te starten. Samen met Anton Tanghe groeide hij uit tot het vaste centrale duo in de Oostendse verdediging. Op 4 oktober 2020 scoorde hij zijn eerste doelpunt in zijn profcarrière: Theate scoorde de openingsgoal met een kopbal in de thuiswedstrijd tegen Royal Excel Moeskroen en zette zijn ploeg zo op weg naar een 3-0-overwinning.
Tijdens de wintertransferperiode van het seizoen 2020/21 kreeg KV Oostende een bod van € 5.000.000,- binnen van Bologna FC 1909 voor Theate, die in het begin van het seizoen volgens Transfermarkt een marktwaarde had van nauwelijks € 150.000,-, maar de kustclub weigerde. In zijn eerste seizoen bij KV Oostende plaatste hij zich voor de Europe play-offs, maar greep hij uiteindelijk naast Europees voetbal. In no time werd Theate de revelatie van de competitie – KVO staat namelijk nog altijd op een Play-off 1-plaats. Hij miste amper één duel door schorsing en vier duels door een blessure, in de overige 27 speelde hij de volle negentig minuten.
In het seizoen 2021/22 kwam Theate tijdens de eerste twee speeldagen niet in actie met het oog op zijn mogelijke transfer. Op de derde competitiespeeldag dropte Alexander Blessin hem toch in de basis tegen KAA Gent. Op 22 augustus 2021 pakte hij in zijn allerlaatste wedstrijd voor KV Oostende rood, uitgerekend tegen zijn ex-club Standard. Theate speelde in totaal 40 officiële wedstrijden voor KV Oostende, waarin hij vijf keer de netten liet trillen.

### Bologna FC 1909
Eind augustus 2021 vertrok Theate alsnog naar Bologna FC 1909, dat hem een vierjarig contract bood. De Italiaanse middenmoter uit de Serie A huurde hem eerst één seizoen om dan een verplichte afkoopsom van € 5.000.000,- te betalen, bovenop de huursom van € 5.000.000,- voor het eerste jaar.
Op 18 september 2021 maakte Theate op de vierde competitiespeeldag zijn officiële debuut voor Bologna tegen landskampioen Inter Milaan. Theate viel in de 74e minuut in bij een 6-0-achterstand en kopte twaalf minuten later de 6-1-eindstand binnen. Bologna was het seizoen begonnen met een viermansverdediging, maar na twaalf tegengoals in de laatste drie wedstrijden gooide coach Siniša Mihajlović het roer om: tegen SS Lazio startte hij voor het eerst met een driemansverdediging met Theate als linkse centrale verdediger. Het was meteen zijn eerste basisplaats. Theate was in deze wedstrijd meteen goed voor een assist en een doelpunt, waardoor hij een belangrijk aandeel had in de 3-0-zege.
Theate stond in het elftal met de beste verdedigers van het afgelopen seizoen in de Serie A, dit in een land dat het verdedigen tot kunst heeft verheven. Voor Bologna speelde Theate 31 competitiewedstrijden waarin hij twee keer wist te scoren en één assist gaf. Zijn prestaties daar wekten de interesse op van topclubs uit Italië, Duitsland en Frankrijk.

### Stade Rennais
Op 29 juli 2022 tekende Theate een vierjarig contract bij Stade Rennais. Met de overgang is een bedrag gemoeid van zo'n € 20.000.000,- (zonder bonussen). Daarmee werd hij de duurste Belgische centrale verdediger ooit. Hij loste Thomas Vermaelen af, die in 2014 voor € 19.000.000,- van Arsenal naar Barcelona trok. Hij werd bij Rennes ploegmaat van landgenoot Jérémy Doku. Theate moest de opvolger van Nayef Aguerd worden, die naar West Ham vertrok. Hij tekende er een contract voor vier seizoenen.
Op de eerste speeldag van de Ligue 1 stond Theate meteen in de basis tegen Lorient. Het was meteen zijn officiële debuut. Na 65 minuten liet hij zich op negatieve wijze opmerken door zijn eigen doelman te verslaan. Rennes kon het tij niet meer keren en verloor zo haar openingswedstrijd met 0-1. Op de derde speeldag werd Theate matchwinnaar tegen Ajaccio (1-2 overwinning). Het was meteen zijn eerste officiële doelpunt voor Rennes. In zijn Europees debuut trof hij vanop zo’n 25 meter raak tegen het Cypriotische AEK Larnaca. Rennes won de wedstrijd let 1-2.

### Eintracht Frankfurt
In augustus 2024 vertrok Theate op huurbasis naar de Duitse eersteklasser Eintracht Frankfurt, die hem in februari 2025 finaal overnam. Hij kreeg een contract tot media 2029.

## Clubstatistieken
| Seizoen | Club          | Competitie         | Competitie | Competitie | Beker | Beker | Europees | Europees | Totaal | Totaal |
| Seizoen | Club          | Competitie         | Wed.       | Dlp.       | Wed.  | Dlp.  | Wed.     | Dlp.     | Wed.   | Dlp.   |
| ------- | ------------- | ------------------ | ---------- | ---------- | ----- | ----- | -------- | -------- | ------ | ------ |
| 2020/21 | KV Oostende   | Jupiler Pro League | 35         | 5          | 2     | 0     | —        | —        | 37     | 5      |
| 2021/22 | KV Oostende   | Jupiler Pro League | 3          | 0          | 0     | 0     | —        | —        | 3      | 0      |
| 2021/22 | Bologna       | Serie A            | 31         | 2          | 0     | 0     | —        | —        | 31     | 2      |
| 2022/23 | Stade Rennais | Ligue 1            | 35         | 4          | 2     | 0     | 5        | 1        | 42     | 5      |
| 2023/24 | Stade Rennais | Ligue 1            | 28         | 2          | 4     | 1     | 8        | 0        | 40     | 3      |
| 2024/25 | Stade Rennais | Ligue 1            | 0          | 0          | 0     | 0     | 0        | 0        | 0      | 0      |
| TOTAAL  | TOTAAL        | TOTAAL             | 134        | 13         | 8     | 1     | 13       | 1        | 155    | 15     |

Bijgewerkt op 7 augustus 2024.

## Interlandcarrière

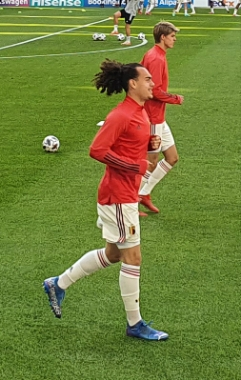
Warming-up op Nations League 2021, Torino, Italië

Theate doorliep doorheen zijn jeugdjaren de verschillende jeugdselecties van het Belgisch voetbalelftal. Begin oktober 2020 riep bondscoach Jacky Mathijssen hem voor het eerst op voor de beloftenselectie van België, dit door zijn goede prestaties in het eerste team van Oostende. Op 4 juni 2021 debuteerde hij in de EK-kwalificatiewedstrijd tegen Kazachstan.
In maart 2021 werd Theate door bondscoach Roberto Martínez opgenomen in de ruime voorselectie van de Rode Duivels voor het WK-kwalificatiedrieluik tegen Wales, Tsjechië en Wit-Rusland. In zijn zoektocht naar jonge linksvoetige centrale verdedigers had Martínez in de maanden daarvoor al Elias Cobbaut en Hannes Delcroix uitgeprobeerd. Delcroix was op dat moment geblesseerd, terwijl Cobbaut net teruggekomen was van een maandenlange blessure.
In oktober 2021 mocht Theate, die door Jacky Mathijssen was opgeroepen voor de nationale beloften, naar aanloop van de finaleronde van de UEFA Nations League meetrainen met de A-ploeg omdat vaste waarde Jason Denayer last had van een spierblessure. Uiteindelijk mocht hij met de Rode Duivels mee naar Italië. Daar kwam hij tegen Frankrijk en Italië niet in actie. Amper twee dagen na de verloren troostfinale tegen Italië stond hij bij de Belgische beloften wel in de basis tijdens de EK-kwalificatiewedstrijd tegen Denemarken (1-0-winst). Hierin leverde hij de assist voor het doelpunt van Loïs Openda.
Op 16 november 2021 mocht Theate voor het eerst aantreden bij het eerste elftal van België. Hij startte in de laatste kwalificatiewedstrijd voor het WK van 2022 in Qatar tegen Wales in het basiselftal. Vijf minuten voor affluiten werd hij vervangen door Jan Vertonghen. De wedstrijd eindigde op 1-1. De Rode Duivels waren al zeker van deelname aan het WK na de 3-1-winst tegen Estland drie dagen eerder. Ook Dante Vanzeir debuteerde in deze wedstrijd.
Op 11 juni 2022 speelde Theate in de uitwedstrijd tegen Wales, in Cardiff, in het kader van de UEFA Nations League. Hij startte de wedstrijd als linkerflankverdediger in een driemansverdediging.
Eind mei 2024 werd Theate door bondscoach Domenico Tedesco opgenomen in de selectie voor het EK 2024 in Duitsland.

## Interlands
| Interlands van Arthur Theate voor België | Interlands van Arthur Theate voor België | Interlands van Arthur Theate voor België | Interlands van Arthur Theate voor België | Interlands van Arthur Theate voor België | Interlands van Arthur Theate voor België |
| No.                                      | Datum                                    | Wedstrijd                                | Uitslag                                  | Soort Wedstrijd                          | Doelpunten                               |
| Als speler bij Bologna FC 1909           | Als speler bij Bologna FC 1909           | Als speler bij Bologna FC 1909           | Als speler bij Bologna FC 1909           | Als speler bij Bologna FC 1909           | Als speler bij Bologna FC 1909           |
| ---------------------------------------- | ---------------------------------------- | ---------------------------------------- | ---------------------------------------- | ---------------------------------------- | ---------------------------------------- |
| 1.                                       | 16 november 2021                         | Wales - België                           | 1 – 1                                    | Kwalificatie WK 2022                     | -                                        |
| 2.                                       | 26 maart 2022                            | Ierland – België                         | 2 – 2                                    | Vriendschappelijk                        | -                                        |
| 3.                                       | 11 juni 2022                             | Wales - België                           | 1 – 1                                    | Nations League 2022/23                   | -                                        |
| Als speler bij Stade Rennes              |                                          |                                          |                                          |                                          |                                          |
| 4.                                       | 18 november 2022                         | België – Egypte                          | 1 – 2                                    | Vriendschappelijk                        | -                                        |
| 5.                                       | 24 maart 2023                            | Zweden – België                          | 0 – 3                                    | Kwalificatie EK 2024                     | -                                        |
| 6.                                       | 28 maart 2023                            | Duitsland – België                       | 2 – 3                                    | Vriendschappelijk                        | -                                        |
| 7.                                       | 17 juni 2023                             | België – Oostenrijk                      | 1 – 1                                    | Kwalificatie EK 2024                     | -                                        |
| 8.                                       | 20 juni 2023                             | Estland – België                         | 0 – 3                                    | Kwalificatie EK 2024                     | -                                        |
| 9.                                       | 9 september 2023                         | Azerbeidzjan – België                    | 0 – 1                                    | Kwalificatie EK 2024                     | -                                        |
| 10.                                      | 12 september 2023                        | België – Estland                         | 5 – 0                                    | Kwalificatie EK 2024                     | -                                        |
| 11.                                      | 13 oktober 2023                          | Oostenrijk – België                      | 2 – 3                                    | Kwalificatie EK 2024                     | -                                        |
| 12.                                      | 16 oktober 2023                          | België – Zweden                          | 1 – 1                                    | Kwalificatie EK 2024                     | -                                        |
| 13.                                      | 15 november 2023                         | België – Servië                          | 1 – 0                                    | Vriendschappelijk                        | -                                        |
| 14.                                      | 19 november 2023                         | België – Azerbeidzjan                    | 5 – 0                                    | Kwalificatie EK 2024                     | -                                        |
| 15.                                      | 26 maart 2024                            | Engeland – België                        | 2 – 2                                    | Vriendschappelijk                        | -                                        |
| 16.                                      | 22 juni 2024                             | België – Roemenië                        | 2 – 0                                    | EK 2024 groepsfase                       | -                                        |
| 17.                                      | 26 juni 2024                             | Oekraïne – België                        | 0 – 0                                    | EK 2024 groepsfase                       | -                                        |
| 18.                                      | 1 juli 2024                              | Frankrijk – België                       | 1 – 0                                    | EK 2024 achtste finale                   | -                                        |
| Als speler bij Eintracht Frankfurt       |                                          |                                          |                                          |                                          |                                          |
| 19.                                      | 6 september 2024                         | België – Israël                          | 3 – 1                                    | UEFA Nations League 2024/25              | -                                        |
| 20.                                      | 9 september 2024                         | Frankrijk – België                       | 2 – 0                                    | UEFA Nations League 2024/25              | -                                        |
| 21.                                      | 10 oktober 2024                          | Italië – België                          | 2 – 2                                    | UEFA Nations League 2024/25              | -                                        |
| 22.                                      | 14 oktober 2024                          | België – Frankrijk                       | 1 – 2                                    | UEFA Nations League 2024/25              | -                                        |
| 23.                                      | 14 november 2024                         | België – Italië                          | 0 – 1                                    | UEFA Nations League 2024/25              | -                                        |
| 24.                                      | 6 juni 2025                              | Noord-Macedonië – België                 | 1 – 1                                    | Kwalificatie WK 2026                     | -                                        |
| 25.                                      | 9 juni 2025                              | België – Wales                           | 4 – 3                                    | Kwalificatie WK 2026                     | -                                        |
| Totaal                                   | Totaal                                   | Totaal                                   | Totaal                                   | Totaal                                   | 0                                        |

Bijgewerkt t/m 11 juni 2025.

## Trivia
- Zijn grootvader langs moederszijde, Nicolas Maréchal, is een bekende figuur in het Luikse provinciale voetbal. Zijn vader, Jean-Michel Theate, schopte het als verdediger dan weer ooit tot de reserven van Club Luik, waar hij destijds nog samenspeelde met Gert Claessens. Later ging Theate voor REV Chaudfontaine spelen en werd hij verliefd op de dochter van trainer Maréchal. In 2000 werd hun zoon Arthur geboren.[3]